# フィニッシュ・ハウンド
フィニッシュ・ハウンド（英：Finnish Hound）は、フィンランド原産のセントハウンド犬種である。別名はフィンスク・シュトーヴァレ（英：finsk stövare）。
原産地名はスウォメンナョコイラ（又はスウォメナョコイラ、英：suomenajokoira）、若しくは約してナョコイラ（英：ajokoira）だが、フィンランド語を解せる人でなければ聞き取り・発音がかなり難しい。

## 歴史
18世紀ごろから存在していた猟犬である。ヨーロッパの猟犬種（セントハウンド種）の犬やイングリッシュ・フォックスハウンドなどを交配させて誕生した犬種で、もともとは容姿にかなりのバリエーションがあった。しかし、本格的に本種を犬種として確立するため、1932年にスタンダードが定められ、犬質を向上させるために厳しいブリーディング管理が行われた。その結果フィンランドのケネルクラブに公認犬種として登録され、後にFCIにも公認犬種として登録された。
フィニッシュ・ハウンドはノウサギやキツネ、オオヤマネコやヘラジカ、野生のトナカイといったさまざまな動物をセントハント（嗅覚猟）するのに使われる。獲物のにおいを追跡し、時々吠えて主人に自らの現在地や獲物との距離などを教える。本種の働きはにおいで獲物を追跡して発見することだけで、仕留めたり回収するのは主人の仕事である。しかし、本種の嗅覚の鋭さはフィンランド 一 であるとされ、自主的な猟を楽しみたい狩人にとっては最適の猟犬なのである。
フィンランドでは今日も猟犬として非常に人気の高い犬で、同国では毎年3000頭以上の仔犬が生まれ、登録が行われている。大半は猟犬として飼育が行われていて、ペットやショードッグとして飼われているものは稀である。フィンランドでは大人気の犬種であるが、原産国以外ではあまり見かけることの出来ない、珍しい犬種である。

## 特徴
フォックスハウンド系の犬種でそれらと姿はよく似ているが、本種は脚が長くスクウェアな体格をした犬である。筋肉質で引き締まった体を持ち、首と胴も少し長く頑丈である。目は小さめだが、眼光は鋭くなく凛とした顔つきである。耳は垂れ耳、尾は飾り毛のない垂れ尾。コートはさらりとしていて少し硬めのショートコートだが、二重構造で寒さに耐えることが出来る。毛色は典型的なハウンドカラー。この色はビーグルなどにも見られ、ベースはタンでマズル、ブレーズ、首、胸、腹部、尾先がホワイト、そしてサドル（背中）にブラックが入った毛色である。体高は雄55〜61cmで雌52〜58cm、体重は雌雄ともに20〜25kgの大型犬である。性格は冷静だが人懐こく、仕事熱心である。獲物のにおいを追跡することが大好きであるが、獲物を仕留める種ではないため攻撃的な性質をほとんど持たない。友好的で協調性が高いため、性格面ではペットによく適した犬種である。とはいえ、生粋の猟犬種であるため運動量が多く、仕事柄により吠え声が大きくよく響くので、その点に注意して飼育する必要がある。